# 國際社會對敍利亞的制裁
國際社會對敍利亞的制裁是一系列經濟制裁和限制措施，由歐盟、美國、英國、加拿大、澳洲、瑞士及阿拉伯聯盟施加於當時由巴沙爾·阿薩德獨裁統治下的敍利亞，主要源於自2011年起敍利亞內戰中對平民的鎮壓行為。當中，美國對敍利亞的制裁最為嚴厲，亦波及第三方，並構成禁運。美國的二級制裁原本有限，直至2020年《凱撒法案》生效後才擴大範圍。這些制裁的目的是為了阻止敍利亞政府對本國國民動用暴力，並促使當局推動可解決衝突根源的政治改革。2025年5月，美國總統當勞·特朗普和歐盟下令解除2024年12月阿薩德政權垮台後對敍利亞的制裁。
多項人道援助豁免條款已嵌入制裁機制中，以容許經批准的人道援助物資進入敍利亞平民手中；儘管如此，仍有不少對敍利亞的人道援助行動因制裁影響而受阻。自2023年土耳其-敍利亞地震後，要求解除對敍利亞制裁的呼聲日益增加，理由是制裁影響了人道援助。美國其後暫時解除部分制裁，使多個慈善組織得以向敍利亞匯款。

## 制裁時序
美國早於1979年便將敍利亞列入「支持恐怖主義的國家」名單，原因是敍利亞當時軍事佔領黎巴嫩，並由政府資助真主黨等武裝組織。
1986年11月，歐洲共同體對敍利亞實施一系列外交與安全制裁，包括禁止出售新型武器、暫停高層官員互訪、重新審視使領館人員安排，以及對敍利亞阿拉伯航空公司加強保安措施。這些措施在1994年正式解除。
2004年3月至8月間，美國再對敍利亞加強制裁，延續小布殊政府對「邪惡軸心」國家的政策。當時美方指控敍利亞政權疑似擁有大規模殺傷性武器、干預黎巴嫩事務、破壞伊拉克穩定，並支持如真主黨與哈馬斯等武裝組織。
2011年敍利亞內戰爆發後，美國於4月29日率先實施制裁，時任美國總統貝拉克·奧巴馬簽署行政命令，凍結涉及鎮壓行為者的資產。隨後，加拿大亦於5月25日宣佈實施制裁，包括旅遊限制、凍結資產、禁止出口可能供軍方使用的設備與科技，以及全面暫停雙邊合作計劃。
歐盟則於同年5月加入制裁行列，重點限制與敍利亞貿易任何可能被用於鎮壓平民的貨品。

### 內戰爆發後的制裁措施
2011年8月，美國對敍利亞石油行業實施禁運，並凍結多位個人以及敍利亞國家的金融資產。此外，美國禁止任何來自美國領土、美國企業或美國公民的貨品及服務出口至敍利亞。該禁令適用於任何產品，只要其價值中有至少10%來自美國或美國公民，即屬限制範圍內。此項措施對敍利亞民眾影響甚大，導致商品及藥品價格上升。
2011年9月，歐盟亦對敍利亞石油行業實施禁運。
同年，澳洲亦宣佈針對敍利亞的一系列制裁，作為對阿薩德政權暴力鎮壓平民的回應。這些制裁禁止澳洲公民與在敍利亞營運的企業進行任何與武器、石油與天然氣、貴金屬、石化產品、有毒物質、銀行合作等有關的交易，亦禁止與與政權有關的人士、機構及被認定涉及戰爭罪與侵犯人權的激進組織進行往來。
2011年11月，阿拉伯聯盟亦宣佈一系列制裁措施，包括凍結敍利亞政府資產、停止與敍利亞中央銀行的金融往來、中斷阿拉伯聯盟成員國與敍利亞之間的航班、禁止多名敍利亞官員入境，並停止阿拉伯國家對敍利亞的投資。黎巴嫩及也門反對這些制裁。同月，土耳其亦宣佈凍結敍利亞國家的資產。
2012年2月，歐盟再推出一系列針對敍利亞的制裁措施，涉及能源行業、武器供應、金融業，以及礦業。美國總統於2012年4月及5月分別簽署第13606號與第13608號行政命令，對試圖規避美國制裁的外國個人及公司實施進一步懲罰。同年6月，包括格魯吉亞、克羅地亞、北馬其頓、黑山、冰島、塞爾維亞、阿爾巴尼亞、列支敦士登、挪威及摩爾多瓦等多個非歐盟國家亦加入歐盟對敍利亞的制裁行列。
歐盟在2012年擴大對敍利亞的制裁，凍結了包括總統巴沙爾·阿薩德、敍利亞中央銀行以及多名政府部長在內的120名官員或機構的資產，並禁止他們進入歐盟國家。同年6月，歐盟亦禁止對敍利亞出口奢侈品及若干指定商品。此外，歐盟進一步收緊限制措施，涵蓋武器裝備、執法設備及電訊監控技術等領域。
儘管歐盟實施禁令，自2018年起，部分敍利亞官員以參與聯合國及其他政府間會議為名，仍獲若干歐盟國家接待。
2017年3月，聯合國安全理事會提出草案，要求就敍利亞使用化學武器事件實施制裁，惟最終因俄羅斯及中華人民共和國行使否決權而告吹。這是針對敍利亞的第七項制裁決議草案因否決而未能通過。該草案擬禁止輸出直升機零部件至敍利亞，並凍結數名敍政府軍方人員的資產。
同年4月，汗謝洪化武襲擊震驚國際，美國隨即對270名敍利亞政府官員實施資產凍結及金融領域的出入境限制。
至2021年3月，歐盟明言，制裁措施將持續，直至敍利亞出現政治轉型。2022年5月31日，歐盟決定延長制裁一年。而在阿薩德政權公開支持俄羅斯入侵烏克蘭、並承認頓涅茨克人民共和國及盧甘斯克人民共和國兩個分離地區後，烏克蘭於同年6月與敍利亞全面斷交，並承諾進一步擴大對敍制裁。

### 2023年土耳其-敍利亞地震後
2023年2月7日，土耳其及敍利亞發生強烈地震後，敍利亞紅新月會呼籲西方國家解除對敍利亞的制裁。智庫「世紀基金會」研究員阿倫·隆德指出，不少非政府組織希望取消部分制裁，因這些措施「損害平民利益，並阻礙人道援助行動」。
美國財政部於2月9日宣佈，將暫緩實施部分制裁180日，豁免範圍涵蓋所有與地震救援有關的交易。此前美方曾表示，現行制裁已設有充分豁免條款，並強調這些措施「不會妨礙救人性命的行動」。
2月23日，歐盟亦決定放寬部分對敍制裁措施六個月，以加快援助工作。多個鄰近的阿拉伯國家其後亦表態，願與敍利亞加強合作。
在2023年慕尼黑安全會議期間，沙地阿拉伯外交大臣費薩爾·本·法爾漢·阿勒沙特王子指出，阿拉伯國家應與敍利亞展開對話，至少就人道問題及難民遣返進行溝通，特別是在地震災後救援的背景下。他表示，「不僅是在海合會，整個阿拉伯世界愈來愈多聲音認為，繼續孤立敍利亞的做法並不可行」。不過，在同場會議上，科威特外交大臣塞勒姆·阿卜杜拉·賈比爾·薩巴赫則明確表示，科威特反對與敍利亞政權正常化關係，並強調該國已透過國際組織及土耳其向災民提供援助。
2023年2月15日，約旦外交大臣艾曼·薩法迪到訪敍利亞後，約旦政府表態希望敍利亞不再遭到孤立，並呼籲解除對其制裁。前一日，中華人民共和國常駐聯合國代表亦在會上呼籲取消對敍利亞的單邊制裁，認為應「讓遭受戰火與地震摧殘的兒童看到生存的希望」。
卡塔爾方面則持強硬立場，長期反對與阿薩德政權正常化關係。2023年2月28日，卡塔爾外交部發言人重申，除非敍利亞出現「真正的政治解決方案」，否則卡塔爾不會與其恢復邦交。
3月18日，烏克蘭國家安全與國防事務委員會通過制裁措施，針對141間企業與300名個人，當中不少與敍利亞、俄羅斯軍火工業與伊朗無人機製造有聯繫。數日前，敍利亞總統巴沙爾·阿薩德曾到訪莫斯科，承認俄羅斯吞併烏克蘭四州，並將俄烏戰爭形容為對抗「舊納粹與新納粹」之戰。被制裁對象包括阿薩德本人、敍利亞總理侯賽因·阿爾努斯及敍利亞外交部部長費薩爾·麥克達德。制裁範圍涵蓋凍結敍方在烏國的國有資產、限制資金往來、終止雙邊經濟合作，以及取消先前頒發的國家榮譽獎項。
同月下旬，《世界報》報導，土耳其亦開始放寬對敍利亞的經濟制裁，土耳其總統埃爾多安正尋求與阿薩德展開「雙邊正常化進程」。報導指出，美國國務卿安東尼·布林肯與土耳其外交部部長梅夫呂特·恰武什奧盧早前曾在安卡拉會談，商討敍利亞北部分離主義勢力控制地區的未來走向，該地區一直是安卡拉的關鍵關注。

### 敍利亞重返阿拉伯聯盟
2023年4月初，沙地阿拉伯向敍利亞總統巴沙爾·阿薩德發出邀請，出席預定於5月19日舉行的阿拉伯國家領袖高峰會。沙地阿拉伯外交大臣費薩爾·本·法爾漢·阿勒沙特將親赴大馬士革，就敍利亞重返阿拉伯聯盟及放寬對其經濟制裁展開磋商。同時，埃及亦與敍利亞展開高層外交接觸，埃及外交部部長薩邁赫·舒克里在開羅會晤敍利亞外交部部長。
敍利亞最終於5月7日正式重返阿拉伯聯盟，表決在開羅舉行，時間距離沙地阿拉伯高峰會僅數週。此前，科威特與卡塔爾曾強烈反對阿薩德參與峰會。是次地區外交轉向令美國與歐洲盟友感到意外，因西方國家一向反對所謂的「阿拉伯主導政治解決途徑」。根據會議聲明，阿薩德將獲准參與5月19日的峰會，前提是「他有意出席」。儘管約旦對敍利亞重返聯盟持保留立場，但是次政治重啟被稱為「約旦倡議」。在敍利亞內戰期間，數百萬人流離失所，不少人逃往約旦及歐洲，至今該國仍受到西方嚴格制裁。不過，約旦與沙地阿拉伯官員均表示，隨着與敍利亞關係恢復，預期將有更多敍利亞難民返回家園。

### 後阿薩德時期放寬制裁

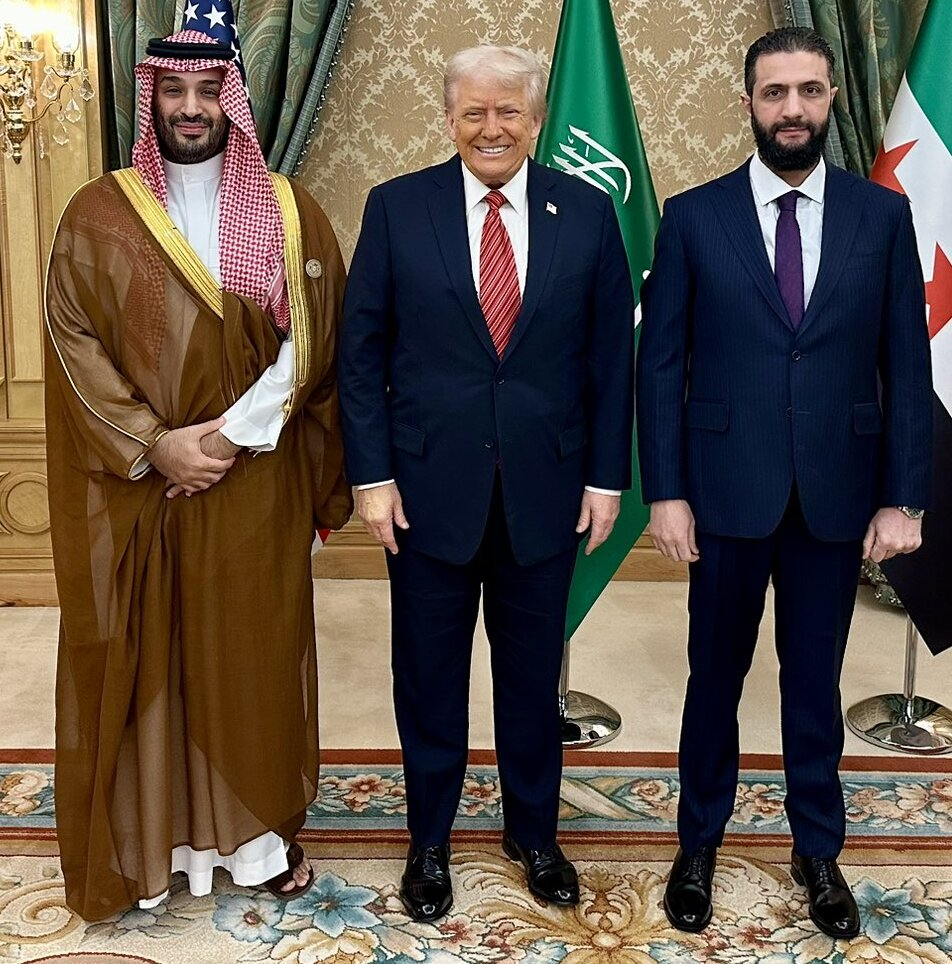
美國總統當勞·特朗普與沙地阿拉伯王儲穆罕默德·本·薩勒曼和敘利亞總統艾哈邁德·沙拉在利雅德會面。特朗普於5月12日宣佈將解除對敘利亞的制裁。

2025年1月，沙地阿拉伯首都利雅德舉行的國際會議呼籲在敍利亞總統巴沙爾·阿薩德下台後，逐步解除對敍利亞的經濟制裁。沙地阿拉伯政府支持解除制裁以促進災後重建；而6個歐盟國家則建議對能源與銀行等關鍵領域實施臨時制裁豁免，以支持人道救援。美國方面則發出為期六個月的有限交易許可，並強調將繼續保留核心制裁措施，以確保人權保障與地區穩定。
歐盟外交與安全政策高級代表卡婭·卡拉斯於2月24日宣布，歐盟已正式解除對敍利亞在能源、交通與金融等關鍵領域的部分制裁措施。
5月13日，美國總統特朗普在訪問沙地阿拉伯期間發表聲明，宣佈全面解除對敍利亞的制裁。他指出：「他們已經歷了太多災難、戰爭與殺戮」，並表示美方願意與敍利亞新政府展開外交正常化進程。5月23日，特朗普政府解除對敘利亞的廣泛制裁。6月30日，特朗普簽署行政命令，解除美國對敘利亞實施的制裁，但與阿薩德家族及其同夥和相關機構的制裁除外。 
2025年5月20日，歐盟解除對敘利亞的所有經濟制裁。

## 受制裁的個人
這是部分受到制裁的敘利亞官員名單，其中一些是在2011年之前受到制裁。總統阿薩德於2011年5月18日首次受到制裁。
- 巴沙爾·阿薩德（1965年出生）
- 阿斯瑪·阿薩德（1975年出生）
- 法魯克·沙雷（1938年出生）
- 穆罕默德·沙爾（1950年出生）
- 阿里·哈比卜·馬哈茂德（1939年—2020年）
- 費薩爾·麥克達德（1954年出生）
- 阿卜杜勒·法塔赫·庫德西耶（1953年出生）
- 馬希爾·阿薩德（1967年出生）
- 賈米爾·哈桑（1952年出生）
- 瓦利德·穆阿利姆（1941年—2020年）
- 阿里·阿卜杜勒·卡里姆（1953年出生）
- 達烏德·拉吉哈（1947年—2012年）
- 魯斯圖姆·加扎利(1953年—2015年)
- 阿塞夫·肖卡特（1950年—2012年）
- 穆罕默德·納西夫·凱爾貝克(1937年—2015年)
- 阿里·馬姆盧克（1946年）

## 對平民的影響
針對敍利亞的國際制裁雖名義上針對政權菁英，但實際上對一般平民造成的衝擊更為深遠。制裁導致醫療設備與藥品短缺，因多家國際藥廠因應制裁限制，無法對敍利亞合法供應藥物。即使美歐就藥品設有人道豁免條款，但由於制裁條文互相矛盾、部分藥物含有受禁化學成分，以及豁免申請程序繁複，仍難以實施。敍利亞對進口抗癌藥物高度依賴，導致癌症治療資源日益匱乏。一名駐大馬士革的意大利醫院主管曾向《中東之眼》表示，該院原依靠捐款資助營運，但制裁生效後已無法透過國際金融系統進行交易。
即使現行制裁理論上不妨礙非政府組織向敍利亞提供資金，實務上仍面臨眾多阻力。PayPal、Venmo、GoFundMe等眾籌及匯款平台因擔憂違反制裁，封鎖大量援助敍利亞的帳戶與交易，不論其服務於政府控制區或反對派地區。為符合制裁規範，非政府組織需投入大量資源處理文件審批程序，加上在伊斯蘭武裝團體控制地區進行人道行動的高風險，使慈善機構至2016年已因審查與財務損失耗費數百萬美元。銀行則為免涉風險，傾向凍結或關閉與敍利亞相關的慈善帳戶，進一步限制援助流通。
此外，美國制裁禁止向敍利亞提供任何商品、技術、服務與軟件，令敍利亞民眾無法使用Google、Netflix、Amazon、Zoom、蘋果公司等西方平台，進一步限制他們的教育、工作與生活機會。
自2019年起，美國針對敍利亞與伊朗的數碼服務制裁使得多家遊戲公司，即使已關閉遊戲內金錢交易功能，仍不得讓敍利亞用戶存取其平台，致使包括免費遊戲在內的多數公司全面禁止敍利亞與伊朗地區用戶登錄。
2023年土敍大地震後，不少敍利亞裔人士透過GoFundMe嘗試為分處政府與反對派控制區的親人募款，但因制裁限制，多數募款活動被平台封鎖。GoFundMe僅允許將資金轉往已預先審核通過的非政府組織帳戶，其餘帳戶則遭凍結，以避免觸犯與銀行及支付平台相關的美國制裁條例。直至美國暫時解除部分制裁後，平台才允許先前被凍結的帳戶重新進行對敍利亞的捐款。
儘管美歐聲稱人道援助可獲豁免，相關制裁依然廣受批評。美國智庫布魯金斯學會指出，歐盟與美國的制裁政策導致敍利亞物資嚴重短缺、貨幣崩潰，不僅削弱西方自由民主陣營的地緣政治影響力，反而促進敍利亞與俄羅斯、中華人民共和國、伊朗及多個阿拉伯國家的關係日益密切。這些制裁也對敍利亞平民造成意料之外的嚴重打擊，阻礙本地中產階級的發展，並使該國經濟難以重回正軌。儘管2023年地震後美歐短暫放寬部分制裁，但隨後以色列—哈馬斯戰爭加劇中東局勢不穩，使經塞浦路斯進入歐洲的敍利亞難民人數再次上升。敍利亞政府亦指責制裁成為阻礙難民返國的主因。雖然敍利亞已重返阿拉伯聯盟，但國內情勢並無明顯改善，地區和平努力仍受美歐制裁牽制。過去西方曾倡議推翻阿薩德政權，但隨着阿拉伯國家紛紛主張恢復與敍利亞的政治與經濟聯繫，這一訴求難以實現，直到最後敍利亞反對派推翻阿薩德政權為止。

## 立場
2004年，美國首次對敍利亞巴沙爾·阿薩德政權實施制裁時，時任以色列外交部部長西爾萬·沙洛姆公開表示支持。
隨着敍利亞自2020年代起逐步恢復國際交往，中華人民共和國、俄羅斯、伊朗、阿聯酋以及多個人道機構相繼呼籲解除對敍利亞的長期制裁。
黎巴嫩真主黨則多次譴責制裁行動，指控美國意圖以飢餓逼迫敍利亞屈服。儘管面臨制裁壓力，真主黨仍持續對敍利亞提供武器及人道援助，其武器車隊因此屢次遭以色列空襲。
根據中華人民共和國官方媒體報導，敍利亞外交部部長費薩爾·麥克達德指出自2011年起，敍利亞因遭受國際制裁以及美軍從敍利亞與其盟軍控制地區出口原油，累計損失高達1070億美元的石油與天然氣收入。
聯合國單邊強制措施問題特別報告員阿萊娜·杜漢則表示，美國與歐盟的單邊制裁違反國際法，呼籲兩方儘快全面撤銷相關措施。
不過，也有批評聲音認為，敍利亞總統巴沙爾·阿薩德在內戰期間，曾利用人道救援物資作為政治工具，懲罰落入反對派之手的地區。美國穆斯林民間團體Emgage則認為，制裁對人道援助的實際影響有限，並指責俄羅斯與伊朗掩飾阿薩德對國家破壞與經濟崩潰的責任。

## 外部鏈接
- 外國資產管制辦公室敍利亞制裁計劃